# Кудашев-2
Кудашев-2 — самолёт, сконструированный князем А. С. Кудашевым, построенный в 1910 году в мастерской Киевского политехнического института.

## Конструкция
По схеме был ферменный биплан, с нормальным горизонтальным оперением, рулем направления и дуговым шасси.

### Технические характеристики[1]
- Экипаж: 1 человек
- Длина: 8,7 м
- Размах крыла: 10 м
- Высота:
- Площадь крыла: 41 м²
- Профиль крыла:
- Масса пустого: 300 кг
- Масса снаряженного:
- Нормальная взлетная масса: 410 кг
- Максимальная взлетная масса:
- Двигатель Гном Omega
- Мощность: 50 л.с.